# LEF (motorfiets)
LEF is een Brits historisch merk van wegrace-motorfietsen.
De bedrijfsnaam was: Lewis, Ellis and Foster, Watford. 

## LEF 250
Lewis, Ellis en Foster hadden een motorzaak in Watford. In 1948 bouwden Herbert Lewis en motorcoureur Bob Foster een 250cc-wegracer, gebaseerd op de 350cc-Triumph 3T. Daarvoor moesten ze de lange slag van 73,4 mm door de toepassing van een andere krukas terugbrengen naar 52,5 mm, waardoor de cilinderinhoud op 249,5 cc kwam. Ze gebruikten de lichtmetalen drijfstangen van de 500cc-Triumph Tiger 100 om de juiste zuigerhoogte en daarmee de juiste compressieverhouding te verkrijgen. In 1949 ontwierp Herbert Lewis nieuwe nokkenassen om het vermogen te verhogen. Vervolgens kwam er ook een geveerd achterframe met een moderne swingarm en de originele versnellingsbak van Triumph werd vervangen door een race-versnellingsbak van Albion.
John Harrowell reed de machine in 1949 in Dunholme, Eppynt en Haddenham en ook in de TT van Man van 1949, waar hij de finish niet haalde en dat lukte Dennis Lashmar in 1950 en 1951 ook niet, maar eind 1952 scoorde Lashmar wel een derde plaats in Boreham. De machine ging grotendeels verloren, maar John Harowell besloot na het einde van zijn carrière de machine te restaureren. Hij vond het frame, de wielen, de aluminium cilinderkop de versnellingsbak de olie- en brandstoftank en een reserve-krukas terug, maar besloot ook een originele Triumph 3T-motor te kopen en die terug te bouwen naar de LEF 250-specificaties, waarbij de originele nokkenassen bleven zitten. De machine werd nog gebruikt voor demonstraties en parades en werd in 1970 aan Bob Foster geschonken. Ze werd in 2012 bij het veilinghuis Bonhams geveild.

## LEF 125
In 1952 bouwden Lewis en Foster een 125cc-machine. Lewis had al een ontwerp met dubbele bovenliggende nokkenas gemaakt voor de 250cc-machine, dat nooit was uitgevoerd. De 125cc-machine had dezelfde boring-slagverhouding van 55 × 52,5 mm, maar kreeg de nieuwe nokkenasconstructie wel. De nokkenassen werden door de originele Triumph-tandwielen aangestuurd, maar aan de rechterkant van het blok liepen twee tandwieltreinen omhoog naar de beide nokkenassen. Daardoor vormden de tandwieltunnels een "V", terwijl alle Italiaanse 125cc-machines (Mondial en MV Agusta) een "T" hadden: één tandwieltrein die zich naast de cilinderkop opsplitste. De nokkenassen en de drijfstang werden in eigen huis vervaardigd. De oliepomp kwam van Norton. De ontsteking werd verzorgd door een Bosch-magneet en de brandstofvoorziening door een Amal GP-carburateur. De machine leverde 13 pk bij 9.000 toeren per minuut en had een Albion-vierversnellingsbak. 
Een aantal bekende coureurs reden de LEF 125, waaronder Jim Dakin, Eric Pantin, Rex Avery en Dave Chadwick. Op de Britse circuits als Mallory Park, Thruxton en Silverstone werden goede resultaten behaald, maar het beste was de vijfde plaats van Dave Chadwick in de TT van Man van 1956. 
De laatste keer dat de LEF 125 op de baan kwam was tijdens de TT van Man van 1958, toen Rex Avery als vijftiende eindigde, voor de eveneens zelfbouw-LCH van Leonard (C) Harfield. 
Ook de LEF 125 kwam in bezit van Bob Foster en werd in 2012 bij Bonhams geveild.

## Technische gegevens
| LEF                    | 250                          | 125                                 |
| ---------------------- | ---------------------------- | ----------------------------------- |
| Periode                | 1948-1952                    | 1952-1958                           |
| Categorie              | wegracer                     | wegracer                            |
| Motortype              | OHV                          | DOHC                                |
| Bouwwijze              | Dwarsgeplaatste paralleltwin | Dwarsgeplaatste staande eencilinder |
| Boring                 | 55 mm                        | 55 mm                               |
| Slag                   | 52,5 mm                      | 52,5 mm                             |
| Cilinderinhoud         | 249,5 cc                     | 124,7 cc                            |
| Carburateur(s)         | Onbekend                     | Amal GP                             |
| Smeersysteem           | Dry sump                     | Dry sump                            |
| Max. Vermogen          | Onbekend                     | 13 pk bij 9.000 tpm                 |
| Topsnelheid            | Onbekend                     | 158 km/h                            |
| Primaire aandrijving   | Ketting                      | Ketting                             |
| Koppeling              | Meervoudige natte plaat      | Meervoudige natte plaat             |
| Versnellingen          | Onbekend                     | 4                                   |
| Secundaire aandrijving | Ketting                      | Ketting                             |
| Rijwielgedeelte        | Dubbel wiegframe             | Dubbel wiegframe                    |
| Voorvork               | Telescoopvork                | Telescoopvork                       |
| Achtervork             | Star, later swingarm         | Swingarm                            |
| Remmen                 | Trommelremmen                | Trommelremmen                       |